# Stäfeliflue
Stäfeliflue är en bergstopp i Schweiz.   Den ligger i kantonen Obwalden, i den centrala delen av landet, 50 km öster om huvudstaden Bern. Toppen på Stäfeliflue är 1 922 meter över havet, eller 323 meter över den omgivande terrängen. Bredden vid basen är 2,0 km. Stäfeliflue ingår i Pilatus.
Terrängen runt Stäfeliflue är kuperad åt nordväst, men åt sydost är den bergig. Runt Stäfeliflue är det ganska tätbefolkat, med 93 invånare per kvadratkilometer.. Närmaste större samhälle är Luzern, 14,4 km nordost om Stäfeliflue. 
I omgivningarna runt Stäfeliflue växer i huvudsak blandskog.